# John Truman Stoddert
John Truman Stoddert (ur. 1 października 1790, zm. 19 lipca 1870) – amerykański polityk. W latach 1833–1835 przez jedną kadencję Kongresu Stanów Zjednoczonych był przedstawicielem ósmego okręgu wyborczego w stanie Maryland w Izbie Reprezentantów Stanów Zjednoczonych.